# 塞卜拉泰
32°47′32″N 12°29′3″E / 32.79222°N 12.48417°E
塞卜拉泰（Sabrata，或譯作薩布拉塔），位於利比亞首都的黎波里以西的地中海岸邊，西元前5世紀由腓尼基人所建。在羅馬帝國時期，塞卜拉泰因作為非洲內陸與羅馬帝國本土間的轉運港口而盛極一時，不過7世紀時遭阿拉伯人摧毀。
遺址中最古老的建築是約建於西元前7世紀的海邊碼頭。最著名的則是建於西元1世紀左右的朱比特神廟。還有一座古羅馬典型的圓形劇場：劇場背對地中海，有3層樓的後台，粉紅色大理石柱支撐後台的平台；劇場舞台正面的大理石石基上，還有以舞者、人物、神話為題材的浮雕。1982年時被聯合國教科文組織列入世界遺產名錄。